# آماندا برس
آماندا بِرس (به انگلیسی: Amanda Bearse) (زادهٔ ۹ اوت ۱۹۵۸) بازیگر و کارگردان آمریکایی است که بیشتر برای حضور در مجموعهٔ تلویزیونی ازدواج کرده با بچه و فیلم شب وحشت شناخته می‌شود.

## زندگی شخصی
آماندا برس همجنس‌گراست و این موضوع را از سال ۱۹۹۳ آشکار کرده است.